# إدسون كويلو أرواخو
إدسون كويلو أرواخو هو سياسي برازيلي، ولد في 30 يوليو 1949 في Santa Fé do Sul ‏ في البرازيل. نشط حزبياً في حزب الحركة الديمقراطية ‏. وقد انتخب عضو مجلس النواب البرازيلي ‏ عن دائرة São Paulo ‏ وقد انضم خلال فترته النيابية ‏ ( – 2017) للكتلة البرلمانية حزب الحركة الديمقراطية ‏ وانتخب عمدة.